# Sonho Americano

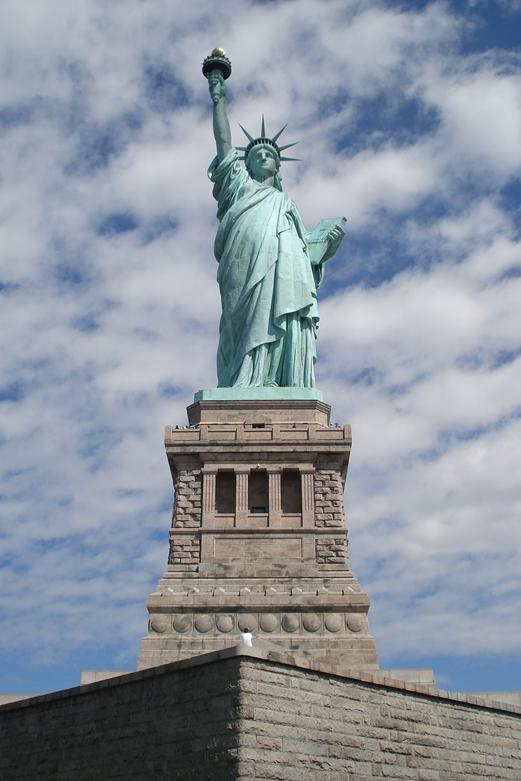
Para milhões de imigrantes que chegavam aos Estados Unidos para recomeçar suas vidas, a Estátua da Liberdade era a primeira visão que tinham do seu novo país.

O Sonho Americano (em inglês: American Dream) é um ethos nacional dos Estados Unidos, uma variedade de ideais de liberdade inclui a chance para o sucesso e prosperidade, maior mobilidades social para as famílias e crianças, alcançada através de trabalho duro em uma sociedade sem obstáculos. Na definição do que é o "Sonho Americano", por James Truslow Adams, em 1931, "a vida deveria ser melhor e mais rica e mais completa para todos, com oportunidades para todos baseado em suas habilidades ou conquistas", independente de sua classe social ou circunstâncias do nascimento.
O sonho americano é enraizado na Declaração da Independência dos Estados Unidos, que proclamou que "todos os homens são criados iguais" com direito a "vida, liberdade, propriedade e a busca pela felicidade".